# Le Roc
Le Roc é uma comuna francesa na região administrativa de Occitânia, no departamento de Lot. Estende-se por uma área de 6,95 km². Em 2010 a comuna tinha 221 habitantes (densidade: 31,8 hab./km²).